# Слива вузьколиста
Слива вузьколиста, слива чікасо (Prunus angustifolia) — вид квіткових рослин із підродини мигдалевих (Amygdaloideae).

## Біоморфологічна характеристика
Це кущ чи невелике дерево, яке може досягати висоти 4–6 м і ширини 5–6 м, колюче. Гілочки голі. Листки опадні; ніжка 2–14 мм; пластинки від ланцетної до вузькоеліптичної форми, 1.5–6 × 0.8–2 см, краї зубчасті, зубці тупі, залозисті, верхівка гостра, абаксіальна (низ) поверхня гола з волосками вздовж середніх жилок і великих вен, адаксіальна гола. Суцвіття — 2–4-квіткові, зонтикоподібні пучки. Квіти розпускаються до, іноді під час появи листя; гіпантій дзвінчастий, 1.5–3 мм, зазвичай голий, рідко зовні запушений; чашолистки яйцеподібні, 1–2 мм, краї цілі, абаксіальна поверхня гола, адаксіальна волосиста; пелюстки білі, від майже округлих до оберненояйцеподібних, 3–6 мм. Кістянки від червоних до жовтих, від кулястих до еліпсоїдних 15–20 мм, голі; мезокарпій м'ясистий; кісточки яйцеподібні, ± сплощені. 2n = 16.

## Поширення, екологія
Ареал: США (Західна Вірджинія, Вірджинія, Техас, Теннессі, Південна Кароліна, Пенсільванія, Оклахома, Нью-Мексико, Нью-Джерсі, Небраска, Міссурі, Алабама, Арканзас, Колорадо, Флорида, Джорджія, Іллінойс, Індіана, Канзас, Кентуккі, Луїзіана, Пн. Кароліна, Міссісіпі, Округ Колумбія, Каліфорнія). Зазвичай зустрічається на піщаних ґрунтах уздовж рядів огорож, на пасовищах, полях, берегах струмків, піщаних дюнах і порушених місцях, часто утворюючи зарості.

## Використання
Prunus angustifolia є декоративною рослиною, а також дає плоди для споживання людиною, для чого її культивують у деяких регіонах. Цей вид також є вторинним генетичним родичем японської сливи P. salicina, тому його можна використовувати як донора генів для покращення врожаю.

## Загрози й охорона
Зареєстровано, що слива черокі зустрічається приблизно в 26 заповідних територіях по всій території Сполучених Штатів.

## Галерея

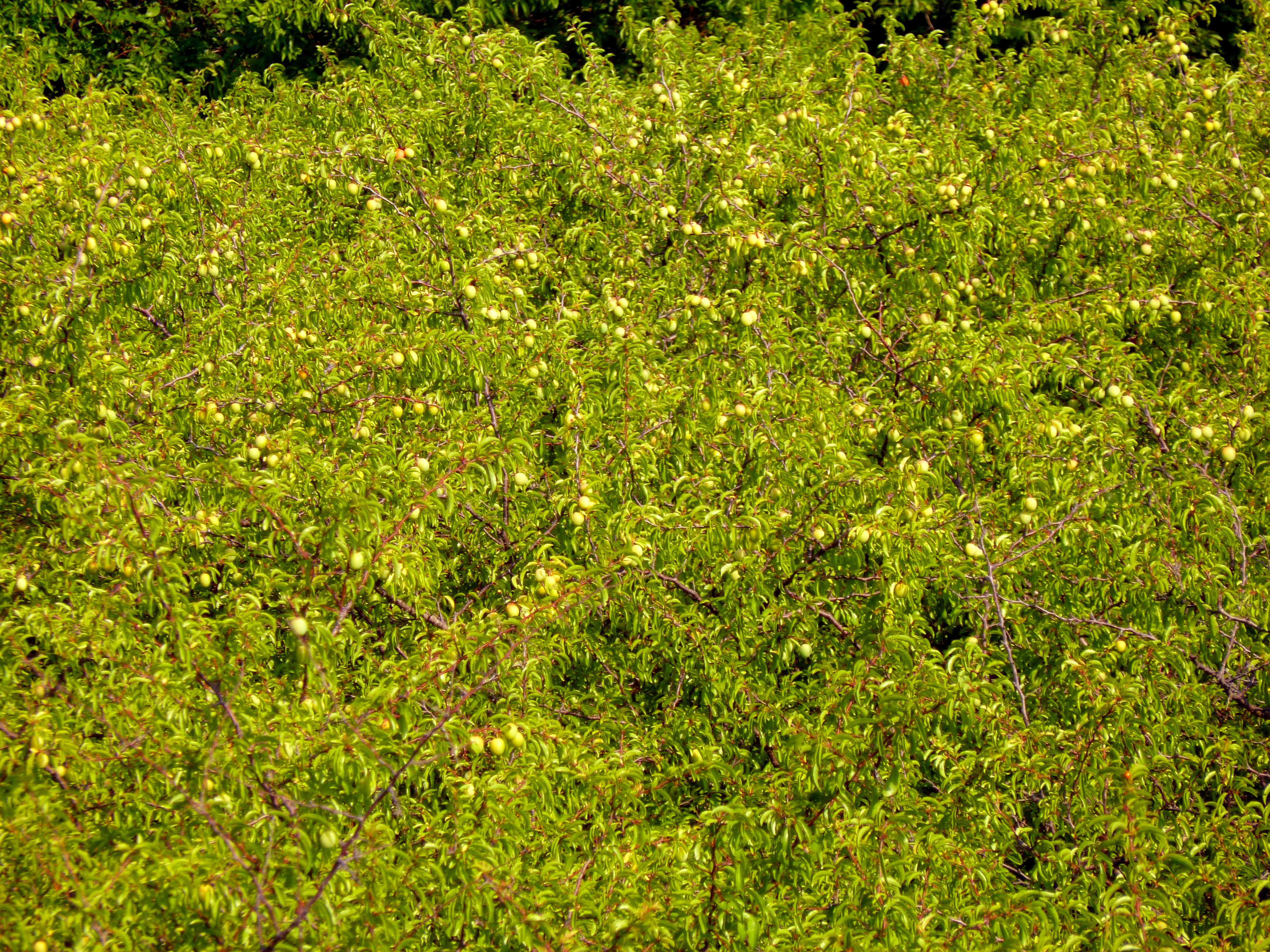
чагарник із рослин
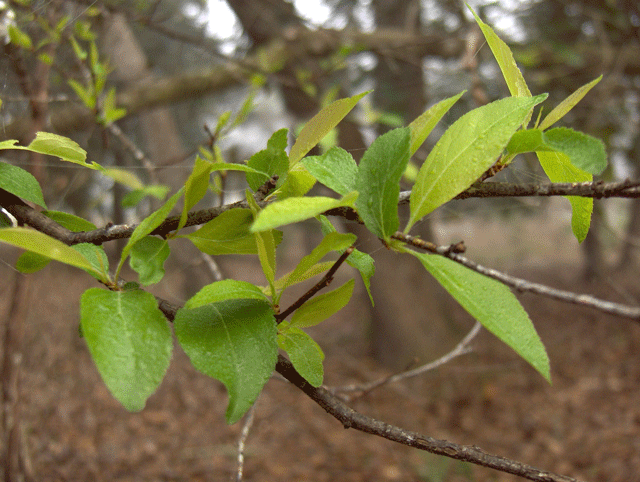
листки
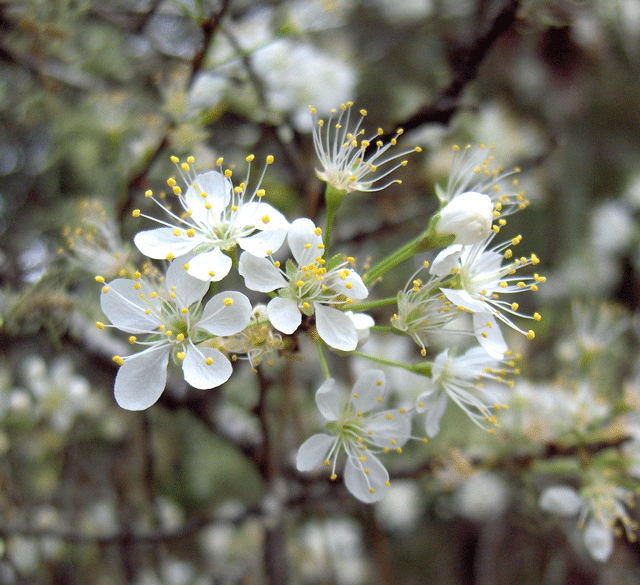
квіти
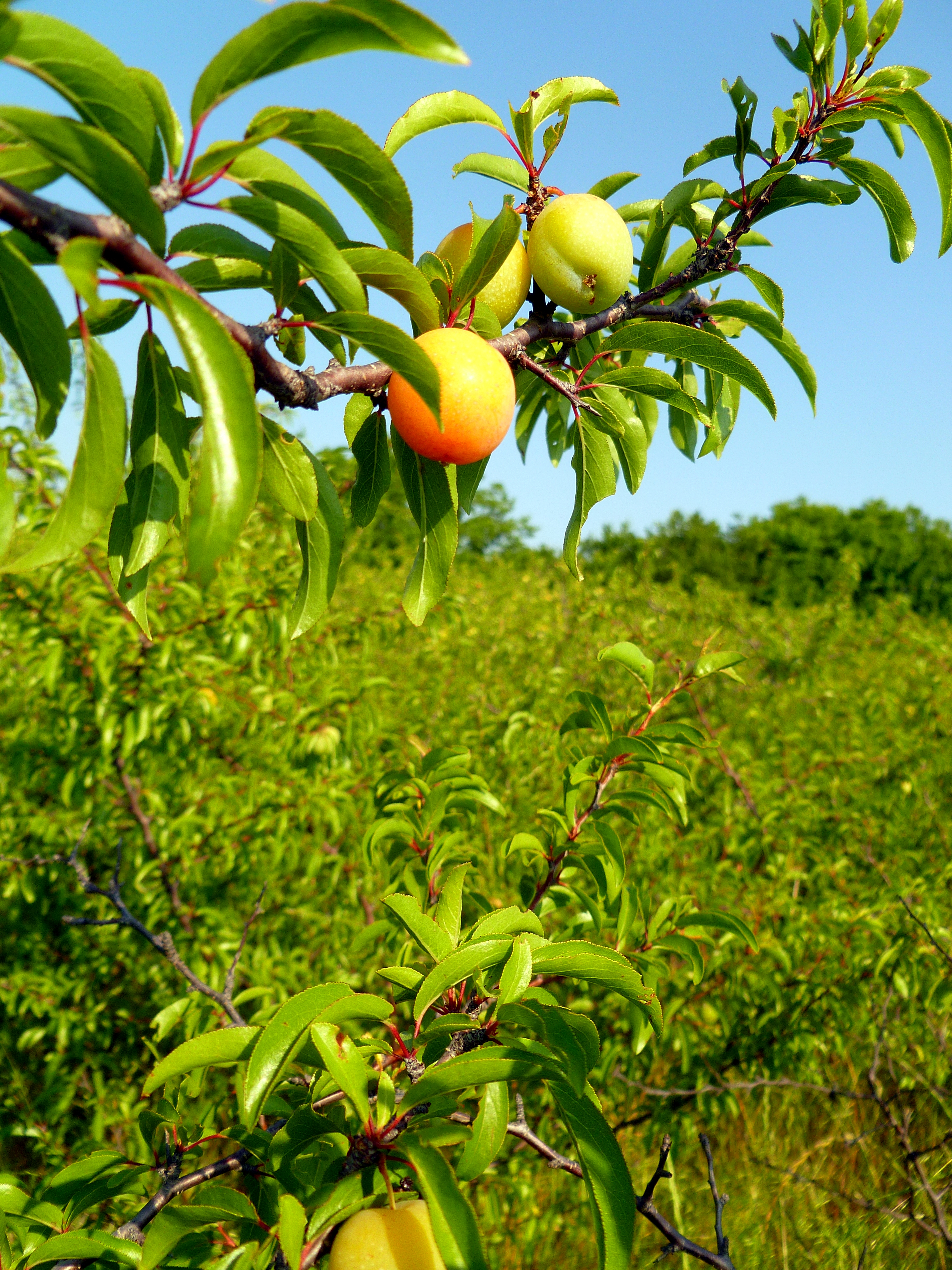
плоди